# Manoir Saint-Calais
Le manoir Saint-Calais est un ancien pavillon de chasse situé à Louversey, dans le département de l'Eure, en France.
Il est construit au milieu du XVIIe siècle pour Jean Martel, lieutenant au bailliage d'Évreux. En 1996, le portail et son allée bordée d'arbres sont inscrits aux Monuments Historiques.

## Historique
Pavillon de chasse construit en 1653 pour Jean Martel, lieutenant au bailliage d'Évreux.
Il appartient aux descendants de la famille Martel jusqu'en 1812. Il passe ensuite par plusieurs propriétaires, et sera rénové entièrement en 1982.

Le portail et les deux allées bordées d'arbres sont inscrits aux monuments historiques en janvier 1996.

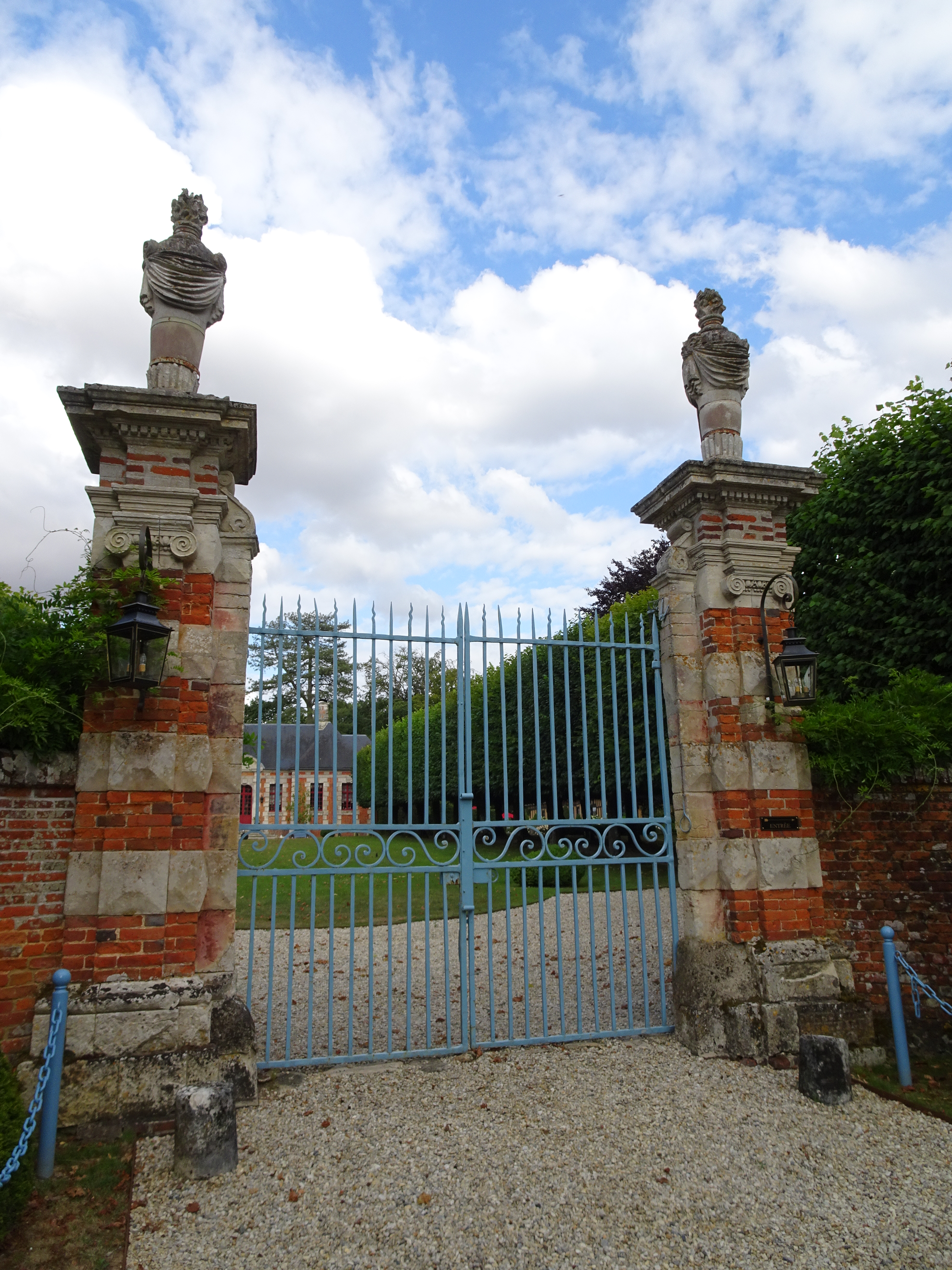
Portail du manoir.
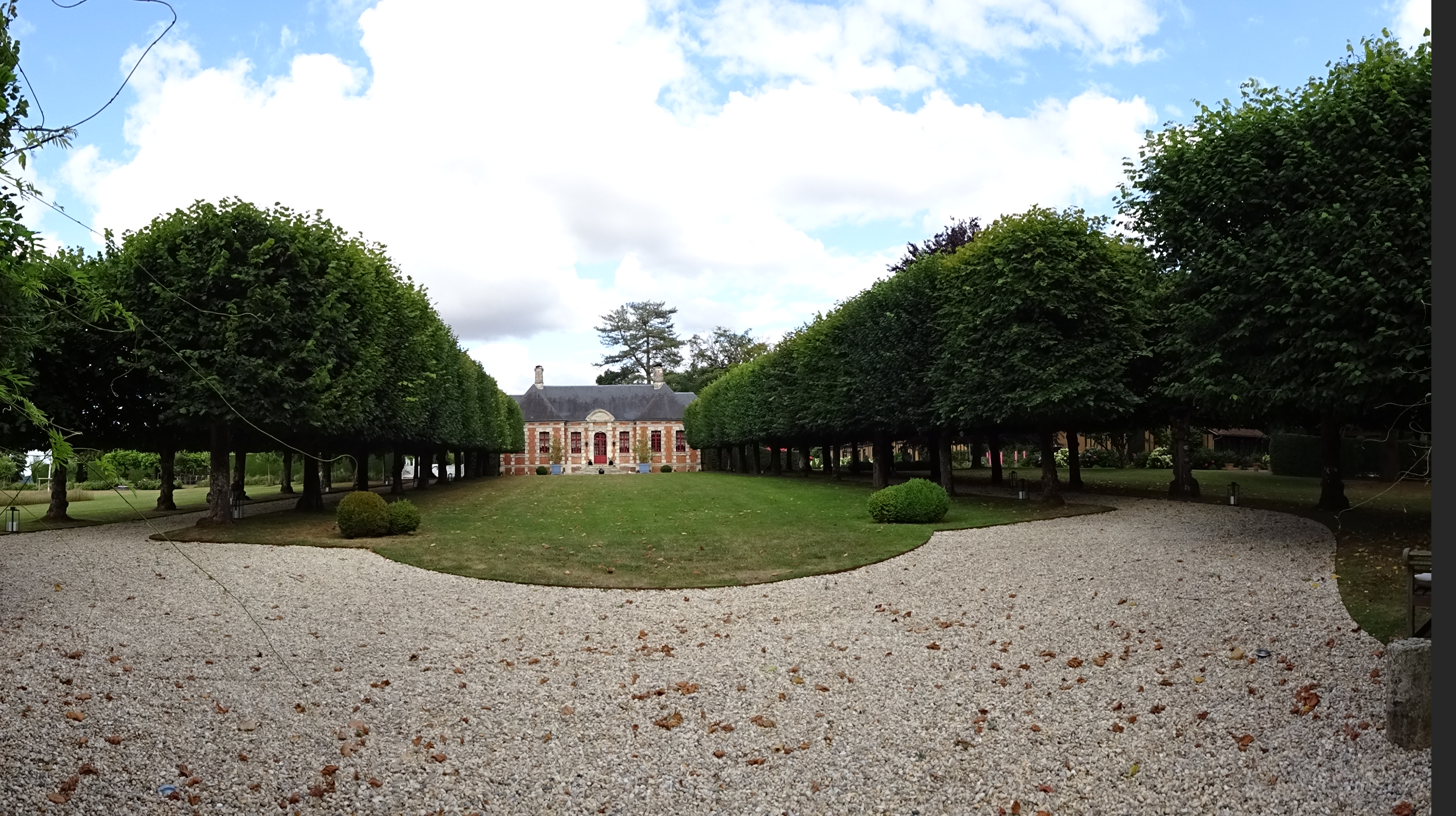
Allée du manoir.

En 1997, il est acquis par les Perrin qui décident de rénover la bâtisse et de la redécorer ; la propriété qui couvre 3 hectares est estimée à 1,5 million d'euros en 2011.
En 2019, Pamela Mullin indique qu'elle a rénové la bâtisse à son état premier. 
L'intérieur du manoir contient une collection d’œuvres de l'artiste Hubert Le Gall.

## Description
Construit sur un plan rectangulaire, le pavillon de chasse est bâti en briques et en pierres dans un style Louis XIII.
Des travaux sont réalisés au XVIIIe siècle pour le transformer en une résidence secondaire de cinq pièces dont un grand salon et deux ailes, puis rénové au XXe siècle et au XXIe siècle.
Sa double allée d'arbres est plantée en trompe-l'œil afin d'accentuer la perspective.

## Sources